# Harusův kopec
Der Harusův kopec  ist der höchste Berg der Křižanovská vrchovina in Tschechien. Er liegt südlich der Saarer Berge auf dem Kataster der Stadt Nové Město na Moravě im Landschaftsschutzgebiet CHKO Žďárské vrchy.

## Lage
Der bewaldete Berg erhebt sich zweieinhalb Kilometer nordwestlich des Stadtzentrums von Nové Město na Moravě über dem Tal des Baches Cihelný potok und bildet mit dem südwestlich angrenzenden Šibenice (706 m) einen Doppelgipfel. Nördlich befindet sich der Ochozawald mit den Felsformationen Bílá skála (776 m) und Černá skála. Gegen Osten erhebt sich der Brožkův vrch (642 m). Umliegende Ortschaften sind Jiříkovice, Radňovice und Nové Město na Moravě.

## Geschichte
Der Name des Berges leitet sich von einem Besitzer aus dem 18. Jahrhundert ab. 1907 entstanden erste Pläne zum Bau eines Aussichtsturmes auf dem Harusův kopec, die 1921 mit dem Bau der Baude mit Turm durch den Sportklub Nové Město na Moravě realisiert wurden. 1942 brannte die Baude ab und wurde später abgerissen. Heute befindet sich auf dem Berg ein weithin sichtbarer Fernsehumsetzer von 75 m Höhe, der nicht zugänglich ist. Der Berg ist ein Aussichtspunkt. 2007 wurde eine 453 m lange Sesselliftanlage eingeweiht, die von der Straße zwischen Nové Město na Moravě und Jiříkovice auf den Harusův kopec führt und einen Höhenunterschied von 88 m überwindet.

## Skiareal
Am Harusův kopec befindet sich das Skiareal der Stadt Nové Město na Moravě. Am Osthang des Berges besteht die größte Abfahrtsstrecke der Vysočina. Sie besitzt einen Sessellift und wird während der Skisaison beleuchtet und künstlich beschneit. Im Sommer wird die Piste für den Grasskilauf genutzt. Am nordöstlichen Fuße liegt im Ochozawald der Komplex der Hotels SKI mit Biathlonanlagen.